# Rasha Rizk
Rasha Rizk (àrab: رشا رزق, Raxā Rizq; Damasc, 5 de març de 1976) és una cantant i compositora siriana. És coneguda pel seu treball amb la companyia siriana de doblatge de dibuixos animats, Venus Center, i per haver cantat els temes musicals àrabs dels anime més populars com Pokémon, Doraemon, Detectiu Conan o la sèrie Digimon.

## Biografia
Rasha Rizk va començar la seva formació vocal formal als 9 anys i als 12 va guanyar el concurs de talents infantils Pioneers. Va estudiar Literatura Francesa a La Sorbona i es va graduar a l'Institut Superior de Música de Damasc, on més tard hi va treballar com a professora de cant operístic.
El 12 d'octubre de 2003, Rizk va participar a la primera òpera en àrab, Ibn Sina, del compositor neerlandès Michiel Borstlap, a Doha. L'any 2000, ella i el compositor Ibrahim Sulaimani van fundar la banda de jazz siriana Itar Shame3 (en àrab: إطار شمع). El 2008, va col·laborar amb la banda francesa de música new-age Era en les cançons «Prayers» i «Reborn».
Rizk va donar suport a la revolució siriana el 2011 i ara viu exiliada amb la seva família a França. Ha expressat en nombroses ocasions la seva intenció de tornar a Síria quan les condicions siguin adequades, fet que considera un deure cap als seus estudiants.
L'octubre de 2017, Rizk va anunciar a Instagram i Facebook que havia rebut una nominació als Premis Grammy en dues categories diferents, Millor artista novell i Millor àlbum de músiques del món per l'àlbum Malak.